# День побеждённых
«День побеждённых» (укр. День переможених) — украинский полнометражный художественный фильм 2009 года, снятый на киностудии имени Довженко режиссёром Валерием Ямбурским. 

## Сюжет
В украинском селе Текливка, в конце XX столетия умирает Основоположница, первый председатель колхоза. Её дочь Лина хочет похоронить её по христианским обычаям, но третий день выпадает на первое мая. Председатель сельсовета Васюра настаивает на похоронах второго мая. Похороны Основоположницы становятся причиной раскола в обществе.

## В ролях
- Михаил Голубович — Васюра, председатель сельсовета
- Лариса Руснак — Райка
- Елена Стефанская — Зинка, теща Безкоровайного
- Артём Лебедев — Геник Безкоровайный, председатель колхоза
- Михаил Светин — сельский врач
- Виктор Андриенко — Серёга Козак
- Евгений Паперный — Давид Шульга
- Леся Самаева — Лина, дочь Основоположницы
- Юрий Евсюков — Лёнька Шайтан
- Ия Ямбурская — Ядвига, полька
- Полина Голованова — Неонилка, дочь Зинки
- Алексей Колесник — сельский священник
- Людмила Шпиталёва — Тамара Шайтан, жена Льёньки
- Нина Касторф — Юлька, жена Шульги
- Лилия Хуторян — жена Васюры
- Виктория Ярошенко — невестка Васюры
- Сергей Савенков — Юрка
- Кристина Ярошенко — Наталья, внучка Васюры
- Радислав Пономаренко — Тарас, сын Лины
- Серафима Карий — дочь Лины
- Маргарита Жигунова — бабка-рассказчица
- Лариса Яценко — Гандзя молодая
- Кристина Соловьёва — Гандзя маленькая

## Съёмочная группа
- Режиссёр-постановщик: Валерий Ямбурский
- Оператор-постановщик: Виталий Зимовец
- Художник-постановщик: Александр Шеремет
- Художник-гример: Елена Чежевская
- Композитор: Владимир Гронский
- Режиссёр монтажа: Елена Лукашенко
- Звукорежиссёры: Наталья Домбругова, Вячеслав Штефан

## Награды
- «Специальный приз Севастопольского городского совета» (Севастопольский МКФ − 2009, Украина);
- «Лучший дебют» (Бердянский МКФ[1] −2009, Украина);
- Лауреат Cairo International Film Festival[2] — ноябрь 2009 (Египет);
- Лауреат Mumbai International Film Festival[3] — ноябрь 2009 (Индия).